# موريتز يان
موريتز يان (بالألمانية: Moritz Jahn)‏ هو ممثل ألماني، ولد في 17 أبريل 1995 بهامبورغ في ألمانيا.

## وصلات خارجية
- موريتز يان على موقع IMDb (الإنجليزية)
- موريتز يان على موقع ألو سيني (الفرنسية)
- موريتز يان على موقع ألو سيني (الفرنسية)
- موريتز يان على موقع ديسكوغز (الإنجليزية)
- موريتز يان على موقع قاعدة بيانات الفيلم (الإنجليزية)
- موريتز يان على موقع كينوبويسك (الروسية)